# Materialseilbahn Chilecito-La Mejicana
Die Materialseilbahn Chilecito-La Mejicana in Argentinien war zu ihrer Zeit die längste Seilbahn der Welt und bis zum Bau der Materialseilbahnen am Aucanquilcha und am Ollagüe (lange vor dem Bau der Méridabahn in den Jahren 1958 bis 1960) auch die Seilbahn mit der höchstgelegenen Bergstation.
Die Materialseilbahn wurde in den Jahren 1903 und 1904 gebaut, um Chilecito, einen in 1076 m Höhe gelegenen Ort in der argentinischen Provinz La Rioja mit dem am Osthang der Sierra de Famatina in über 4600 m Höhe gelegenen Bergwerk Mina la Mejicana zu verbinden.
Die 35 km lange Seilbahn führte mit Steigungen von bis zu 45° über unwegsames, bergiges Gelände und überwand dabei einen Höhenunterschied von 3528 m, der bis heute nicht übertroffen wurde.

## Geschichte
Chilecito hatte seit 1899 eine meterspurige Eisenbahnverbindung nach Córdoba; von dort führen Strecken in Breit- (1676 mm) und Meterspur weiter zur 500 km vor der Küste liegenden Hafenstadt Rosario am Río Paraná und zur Hauptstadt Buenos Aires.
Die Erzbergwerke in den Famatina-Bergen sind seit Jahrhunderten bekannt, konnten aber mangels Bauholz in der waldlosen Landschaft und wegen der beschränkten Transportmöglichkeiten nur sehr oberflächlich ausgebeutet werden. Jährlich wurden etwa 4000 t Gold-, Silber- und Kupfererz mit Maultieren zu kleinen Metallhütten bei Famatina oder Chilecito gebracht. Die berühmtesten Gruben lagen an dem Bergrücken La Mejicana, der nach mexikanischen Einwanderern, die hier gegraben hatten, benannt wurde.
Obwohl die in bis zu 5000 m Höhe gelegenen Gruben nur 35 km Luftlinie von Chilecito entfernt waren, musste man auf Maultierpfaden 120 bis 150 km weit laufen, was bei Wetterstürzen oder verfrüht einsetzenden Schneefällen lebensgefährlich werden konnte.
Nach der Fertigstellung der Eisenbahnverbindung übernahm eine britische Gesellschaft die Famatina-Gruben von der Regierung unter der Bedingung, dass diese eine Verbindung von Chilecito zum Grubenbezirk schaffe.
Nach langen Studien und zahlreichen Entwürfen erhielt die Firma Adolf Bleichert & Co., Leipzig-Gohlis, von der argentinischen Regierung den Auftrag, eine Seilbahn nach der damals so bezeichneten deutschen Bauart der Fa. Bleichert, also einer Zweiseilbahn mit festem Trag- und umlaufenden Zugseil, zu errichten. Allerdings waren noch nirgends Seilbahnen mit ähnlicher Länge oder ähnlichen Steigungen gebaut worden, obendrein in einer vollkommen unzugänglichen Gegend, in der spätere Reparaturen kaum möglich wären.
Die vorhandenen Karten waren außerordentlich unzuverlässig, daher musste das Gebiet zunächst gründlich erkundet und vermessen werden. Es stellte sich heraus, dass eine direkte Trasse zum Teil in einem Flussbett verlaufen wäre, sodass von der geraden Linie abgewichen und Winkel in den Zwischenstationen vorgesehen wurden. Um das Baumaterial zur Trasse zu bringen, musste zunächst ein 50 km langer Weg von Chilecito zu den Erzgruben mit Stichwegen zur Trasse gebaut werden. Insgesamt wurden 110 km Wege angelegt.
Die eigentlichen Bauarbeiten begannen im Oktober 1903 und wurden im Dezember 1904 fertiggestellt. Zeitweilig waren bis zu 1200 Bauarbeiter an der Strecke tätig, fast alle waren Einwanderer aus den verschiedensten Ländern, außer den vom Unternehmen entsandten deutschen Schlossern. In den unteren Bereichen wurde zehn bis zwölf Stunden pro Tag gearbeitet, in den höheren Sektionen jedoch nur acht und auch nur bei guter Witterung. Die entlang der Trasse eingeteilten Arbeitsgruppen, die sich langsam nach oben arbeiteten, hatten jeweils einen eigenen Koch, der für ihre Verpflegung zuständig war und mit ihnen „mitwanderte“.
Es mussten Arbeits- und Montageplätze, Lager und Unterkünfte gebaut werden. Der Transport erfolgte mit 600 Maultieren, zuletzt unter Zeitdruck mit rund 1000 Lasttieren. Schon bei der Konstruktion der Seilbahn musste deshalb berücksichtigt werden, dass die einzelnen Teile möglichst nicht mehr als 150 kg wogen. Die Seile wurden abgewickelt und mit Trägergruppen von sechzig bis mehreren hundert Mann den Berg hinaufgetragen.
Am 1. Januar 1905 wurde die Seilbahn in  Betrieb genommen.

## Technik
Die Strecke mit einer (horizontal gemessenen) Länge von 34,328 km war in 8 Sektionen mit 7 Zwischenstationen eingeteilt. Die Länge der Sektionen schwankte zwischen 2 km und 9 km, die Höhenunterschiede in den Sektionen zwischen 150 m und 667 m und die Gefälle zwischen durchschnittlich 5° und 29°, erreichten in einzelnen Abschnitten aber bis zu 45°.
Die Sektionen hatten ein Tragseil für jede Richtung und ein umlaufendes Zugseil. Die Tragseile mit Durchmessern von 22 mm bis 35 mm (in den obersten Strecken) wurden jeweils am oberen Ende einer Sektion fest verankert, auf den Tragschuhen der Stützen frei beweglich gelagert und am unteren Ende mit Betongewichten gespannt. Die Zugseile mit einem Durchmesser von 18 mm hatten eine Spannung von mindestens 3000 kg bis 5000 kg. Sie bestanden aus zähem Gussstahl mit einer Festigkeit von 180 kg/mm² und einer rechnerischen Bruchfestigkeit von 22.000 kg. Es gab zwischen den Stationen Spannvorrichtungen für die Tragseile, um die Stationen von den Spanngewichten unbelastet zu lassen.
In den Zwischenstationen rollten die Transportkübel an hängenden Gleisen ohne Halt zur nächsten Sektion, konnten aber auch auf Ausziehgleisen geparkt oder in die entgegengesetzte Richtung umgelenkt werden.
Die Seilbahn hatte etwa 275 Stützen, mit denen Spannweiten bis zu 900 m überwunden wurden. Die mit 50 m höchste Stütze stand in sehr steilem Gelände.
In der Strecke wurde auch ein 4,5 m breiter und 4 m hoher Tunnel von 300 m Länge (mit festen Gleisen) gebaut, der zur Entwässerung ein leichtes Gefälle nach beiden Seiten hatte.
Die Wagen bestanden wegen des hohen Schüttgewichts der Erze aus vergleichsweise kleinen Kübeln, die mit einem einfachen Gehänge an dem Zwei-Rollen-Laufwerk befestigt waren. Diese Wagen mit einem Gewicht von ca. 200 kg und mit einer Nutzlast von 500 kg wogen somit insgesamt bis zu 700 kg. Sie fuhren mit der damals hohen Geschwindigkeit von 2,5 m/s (9 km/h) bei einer Wagenfolge von 112 m in Zeitabständen von 45 s.
Bei der Konstruktion der Eisenkonstruktionen mussten die großen Temperaturunterschiede, heftigen Winde, sowie Schnee und Eis auch auf den Seilen berücksichtigt werden. An der Bergstation waren die Temperaturen praktisch immer unter dem Gefrierpunkt, die Wintertemperaturen sanken bis auf minus 20 °C.
Die vollautomatische Kupplung der Wagen an die Zugseile war deshalb von größter Bedeutung. Die Wagen mussten stoßfrei an das laufende Zugseil ankuppeln, die Kupplungen durften auch bei vereisten Seilen auf den Steigungen nicht rutschen. Die Übergänge in den Stationen mussten regelmäßig erfolgen. Sollte ein Wagen entgleisen, durfte er nicht am Seil hängen bleiben. Die Kupplungen mussten mit den zwangsläufig unterschiedlichen Seildurchmessern zurechtkommen, da sich Seile damals schnell längten und ihre Durchmesser dabei um mehrere Millimeter abnahmen.
Das bleichertsche System des Schließens der Kupplung durch das Wagengewicht, das eine Klemmbacke im Laufwerk mit großer Kraft an das Zugseil drückt, erfüllte nicht nur diese Anforderungen, sondern ermöglichte auch, dass das Zugseil stets senkrecht unter dem Tragseil verläuft und somit der Wagen auch bei großen Steigungen nicht aus der Senkrechten gezogen werden kann. In den steileren Strecken wäre ein besonderer Antrieb nicht erforderlich gewesen, da ein Antrieb allein durch das Gewicht der Erzkübel genügt hätte. Nur in den flachen Sektionen mussten die Zugseile durch Dampfmaschinen angetrieben werden. Zum Anfahren der Anlage und aus Sicherheitsgründen wurden jedoch in allen Sektionen Dampf-Antriebsmaschinen mit 35 PS eingebaut.
In der Entladestation im Tal wurden die Kübel in Erzbunker entleert; von dort wurde das Erz in Eisenbahnwaggons verladen. Die Entladestation hatte eine Schnellwaage und eine Zählvorrichtung für die Fördermengen mit angeschlossenen Selbstdruckern.
Die meisten Zwischenstationen hatten Aufenthalts- und Schlafräume und kleine Werkstätten.
Die Seilbahn diente dem Transport der Erze abwärts ins Tal. Aufwärts mussten dagegen sämtliche Versorgungsgüter, Wasser, Lebensmittel, Brennstoffe, Bauholz, Ersatzteile usw. transportiert werden. In beschränktem Umfang wurden auch Personen in besonderen Wagen befördert, insbesondere die Streckenwärter. Sogar die argentinische Postverwaltung bediente sich der Seilbahn zum Transport ihrer Briefe und Pakete. Es gab deshalb besondere Wagen für lange Gegenstände wie Balken, Eisenträger etc. und viersitzige geschlossene Personengondeln mit Fenstern, einer von Hand verschließbaren Tür und einem Fach für einen Wasservorrat und für kleines Gepäck bzw. die Post. Zur Versorgung der Stationen gab es außerdem besondere Wasserwagen mit in die Gehänge eingehängten Blechtonnen, die das Wasser aus einer Quelle an der Füllstation in Station IV erhielten.
Für die Tragseile gab es einen besonderen Schmierwagen, dessen Laufwerkräder eine kleine, am Laufwerk angebrachte Pumpe antrieben, die über ein Metallrohr Öl aus einem Ölfass auf der Plattform saugte und zwischen den Rädern des Laufwerks in feinem Strahl auf das Tragseil spritzte, wo es noch durch Bürsten verteilt wurde. Eine Füllung genügte für 10 km. Die Zugseile wurden durch Schmiervorrichtungen in den Stationen geschmiert, wo das Seil über eine Rolle lief, die mit ihrem Unterteil in Öl oder Firnis tauchte. Auch hier sorgten Bürsten für die weitere gleichmäßige Verteilung. Mit diesen Sonderwagen hatte die Seilbahn insgesamt 640 Wagen.
Die Stationen waren untereinander durch eine von der Seilbahn unabhängige Telefonanlage verbunden, deren Leitungen über 4 m hohe Telefonmasten liefen. Außerdem gab es tragbare Tornisterapparate und Stöpselkontakte alle 1000 m, in die sich die Streckenwärter einstöpseln konnten, um mit der nächsten Station zu sprechen.
Die Anlage hatte eine stündliche Leistung abwärts von 40 t, aufwärts von 20 t.
Die Chilecito-La Mejicana-Seilbahn war die erste Drahtseilbahn für einen derartig vielseitigen Transport.

## Betrieb
Die Seilbahn wurde durch Beamte der argentinischen Regierung betrieben, analog den für eine Eisenbahn geltenden Prinzipien, mit über sämtliche Stationen verteiltem Personal. Die Gesamtfahrzeit betrug rund 4 Stunden. Für Personenfahrten wurde die Geschwindigkeit auf 1,5 m/s verringert.
Anfangs war die Bahn nicht 24 Stunden ausgelastet, da die geplante Förderleistung der Bergwerke noch nicht erreicht war. Die Seilbahn wurde im Jahr 1920 (nach anderen Angaben im Jahr 1926) außer Betrieb genommen. Die verbleibenden Reste werden weiterhin als historische Stätte gewartet.
In Chilecito befindet sich das Museum Museo de Cable Carril zur Seilbahn.

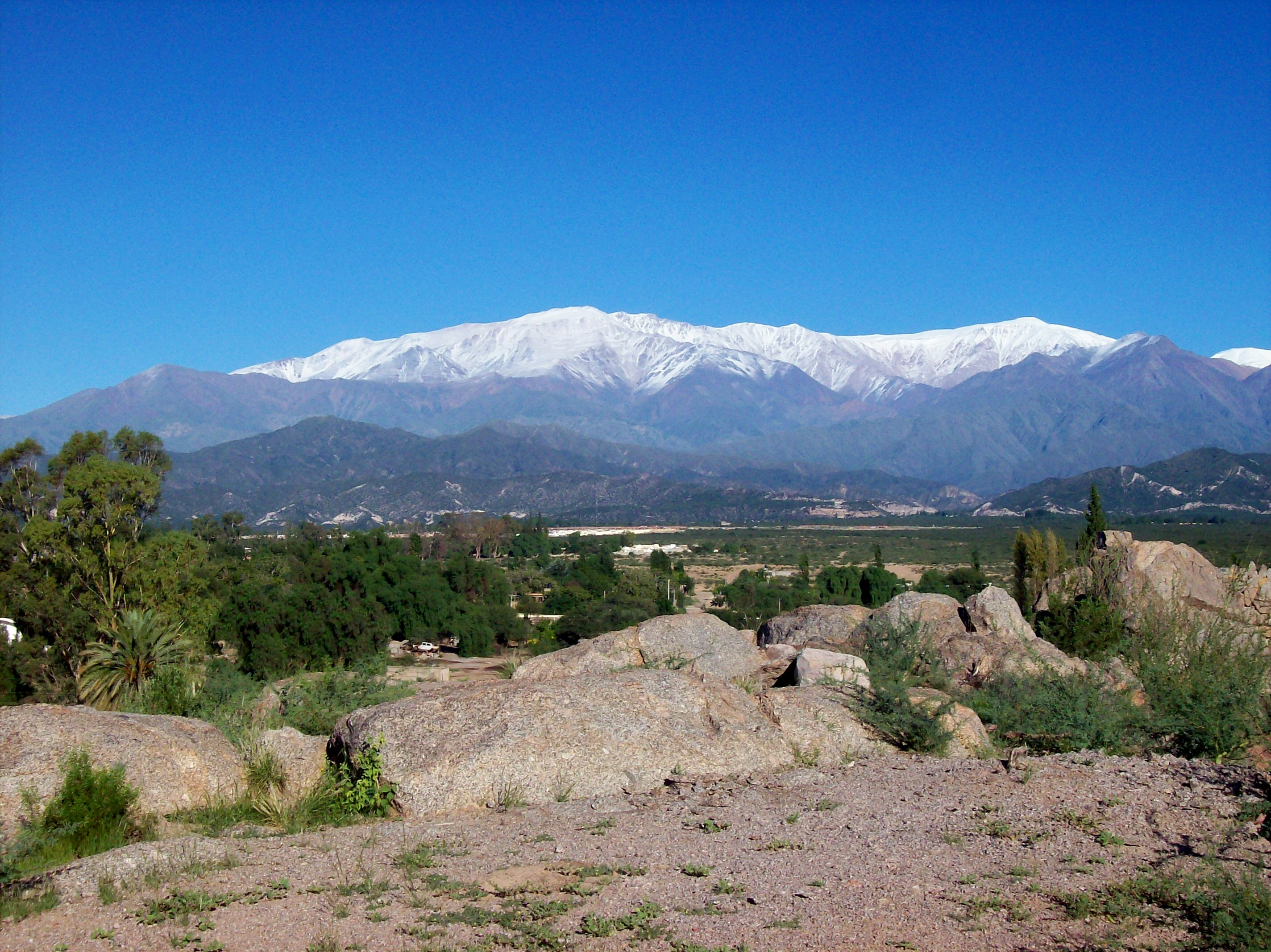
Sierra de Famatina von Chilecito aus gesehen
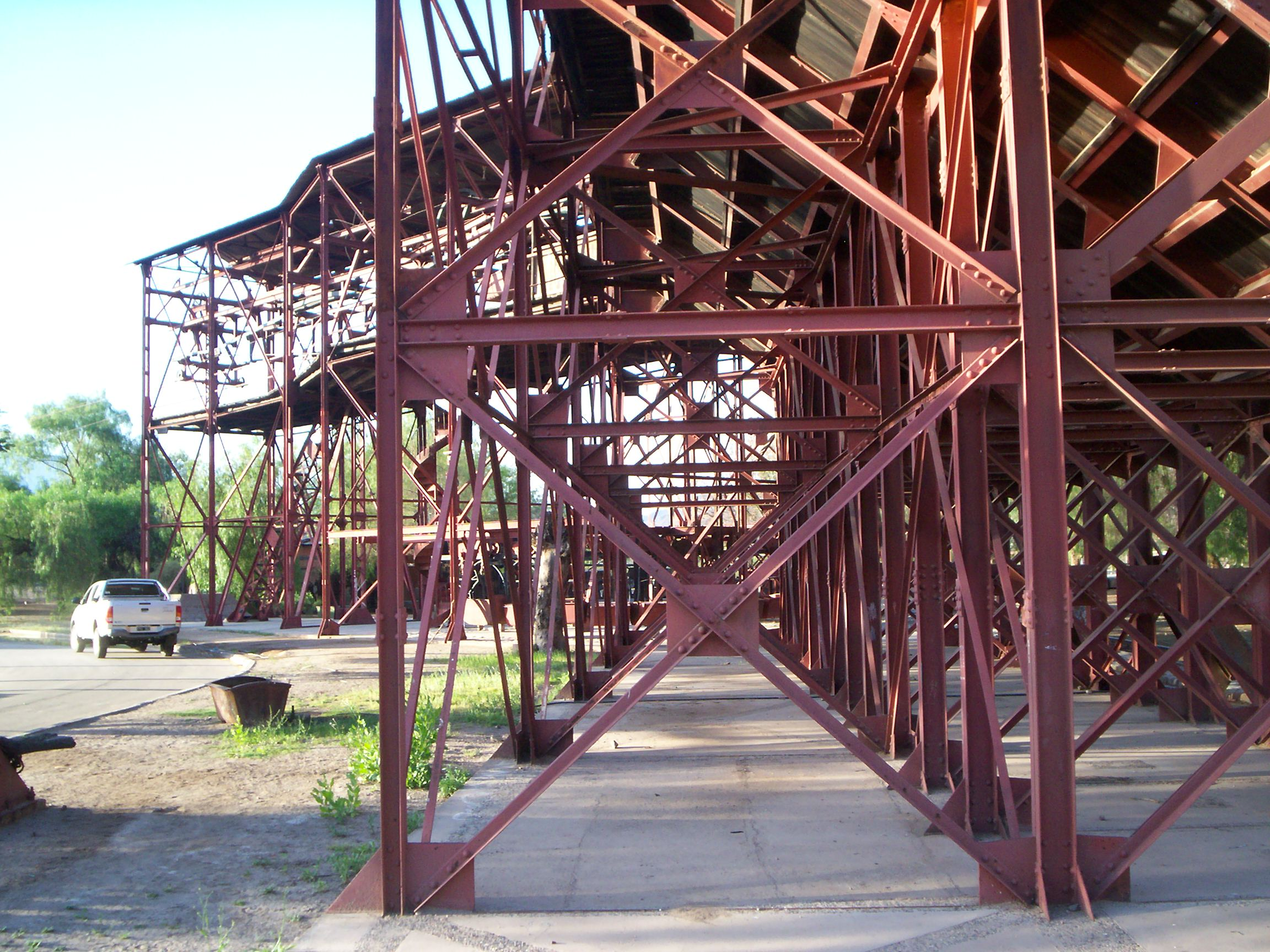
Station 1
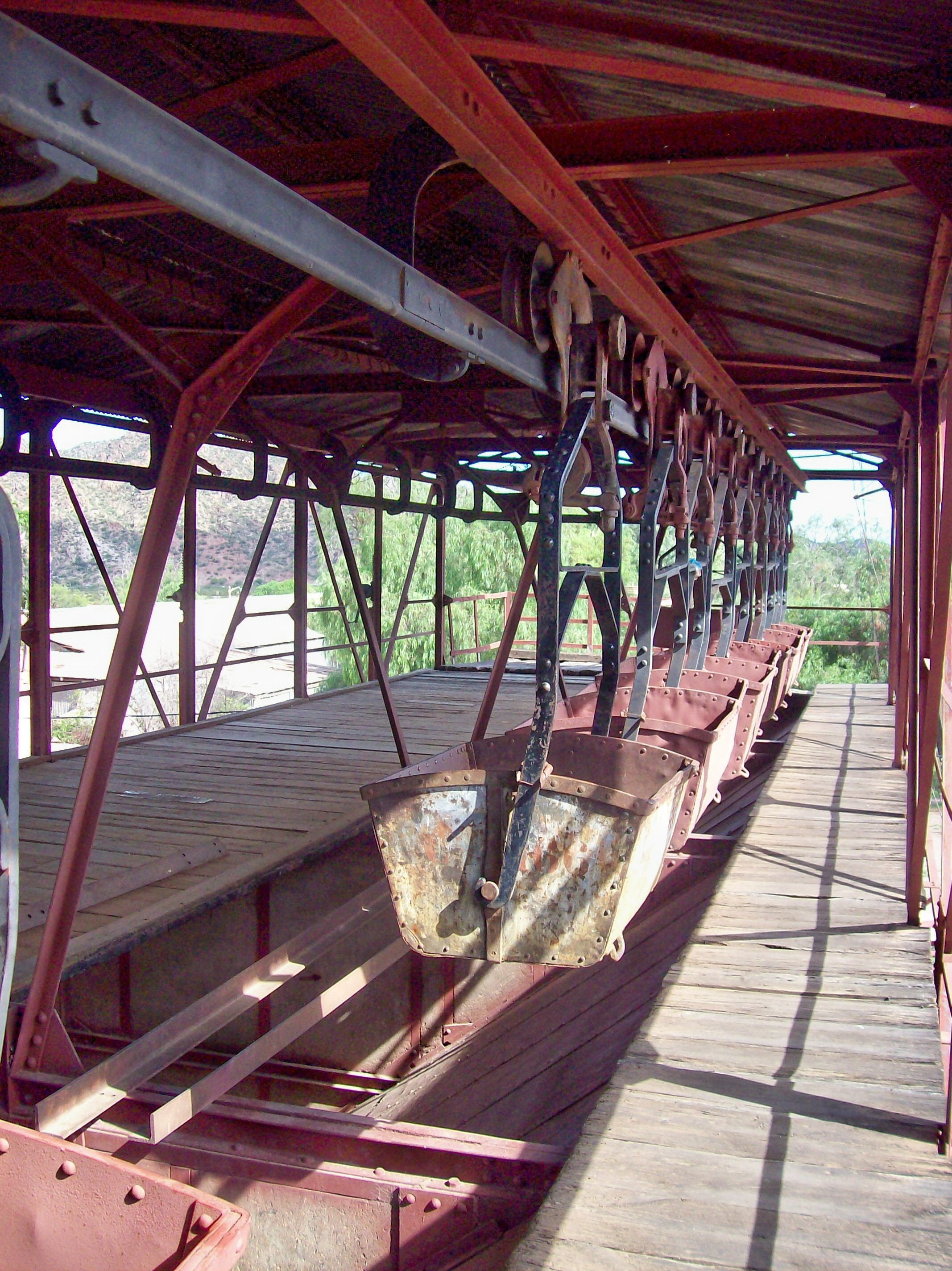
Transportkübel in der Station 1
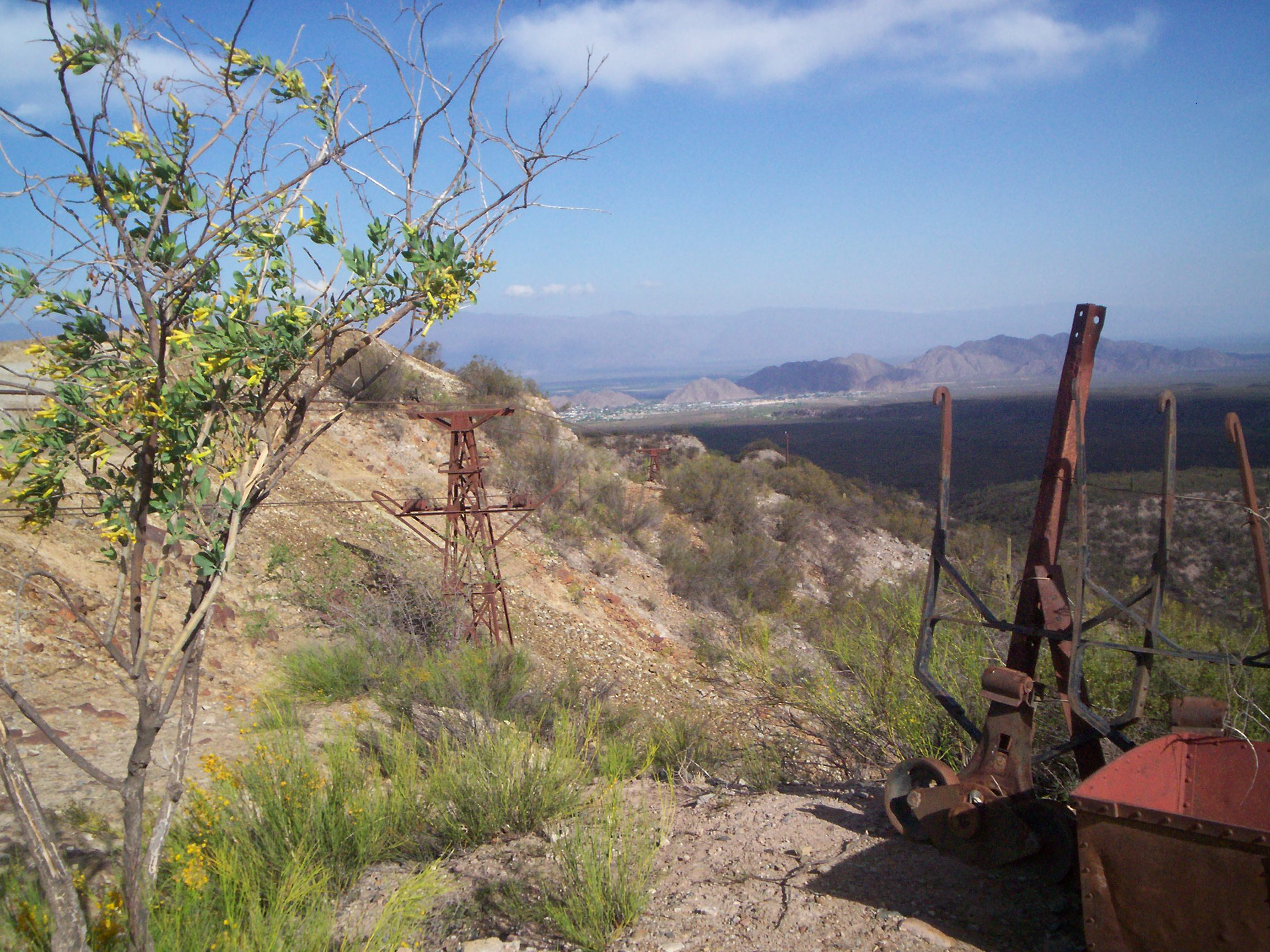
Blick von Station 2 auf Chilecito
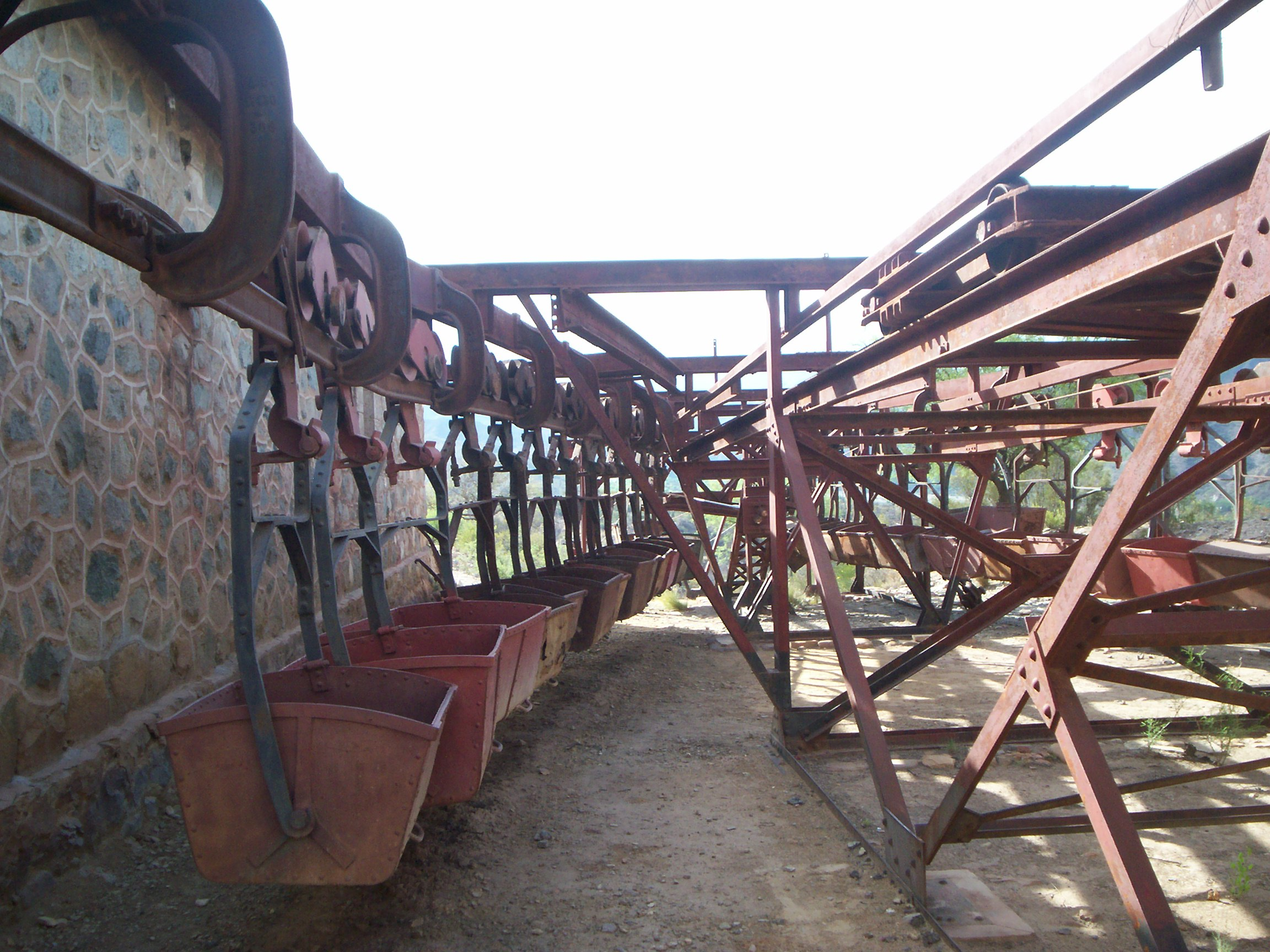
Station 2
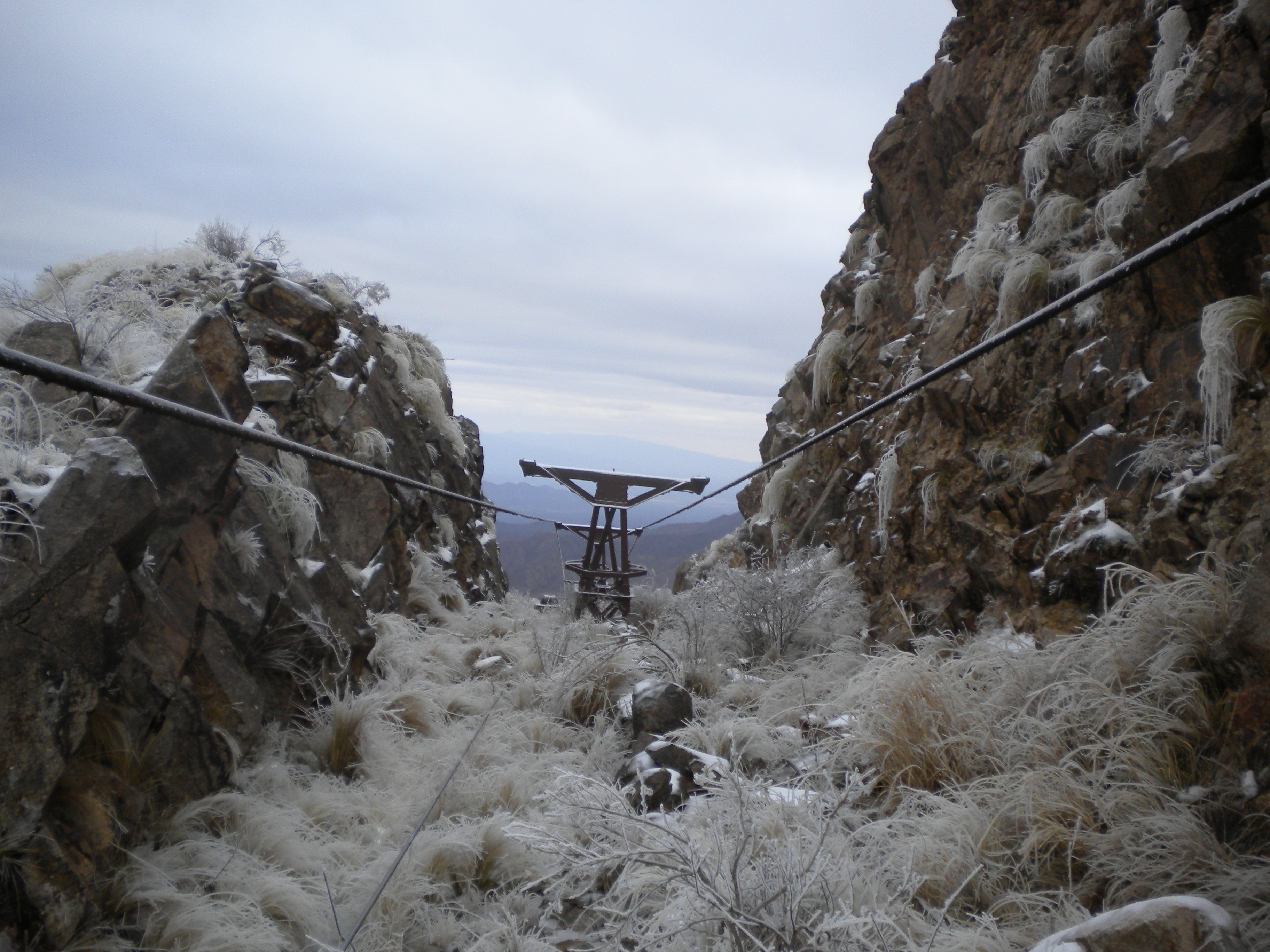
Einschnitt im Gelände
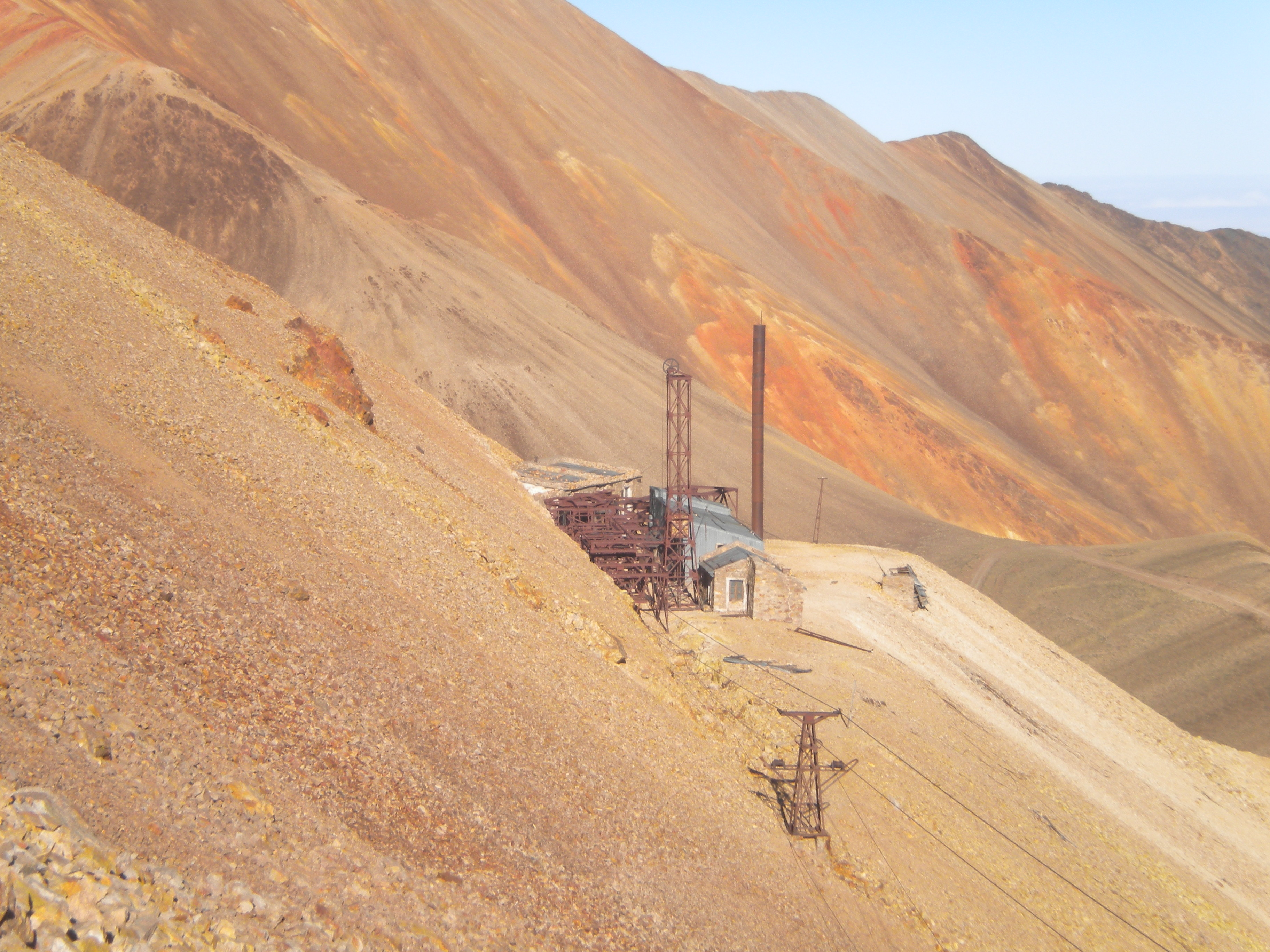
Station 8
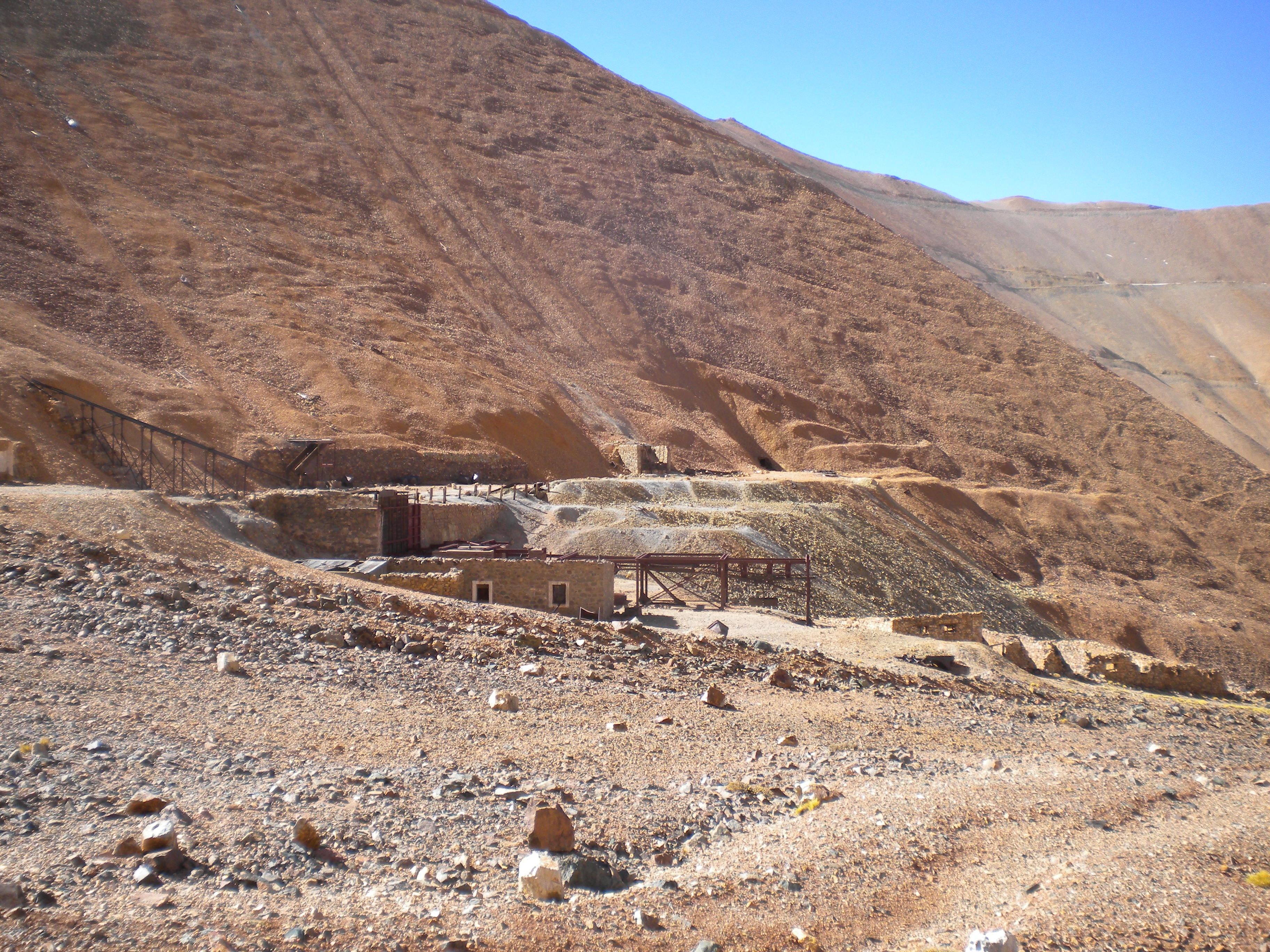
Eingang zum Bergwerk La Mejicana